# ARA Libertad (1892)
El ARA Libertad fue un acorazado fluvial que sirvió en la Armada Argentina entre 1892 y 1947, continuando luego operando en el ámbito de la Prefectura Naval Argentina hasta 1968.

## Historia
El 24 de julio de 1889, bajo la presidencia de Miguel Juárez Celman y en momentos en que el ministerio de Guerra y Marina estaba a cargo de Eduardo Racedo, de acuerdo a sus instrucciones la Comisión Naval en Londres firmó con los astilleros Cammell Laird de Birkenhead, Inglaterra, un contrato para la construcción de dos «acorazados de espolón de doble hélice para servicio de ríos» a un costo de £ 176 000. La operación fue aprobada por acuerdo de ministros del 20 de septiembre de ese año.
Los acorazados fluviales llevarían los nombres Independencia y 9 de Julio pero al encargarse la construcción del crucero que llevaría ese último nombre, se decidió denominarlo Libertad.

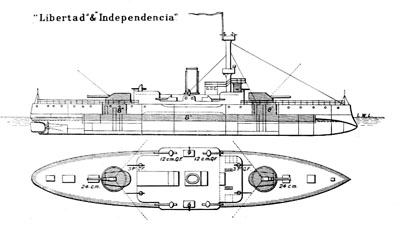
Esquema del ARA Libertad.

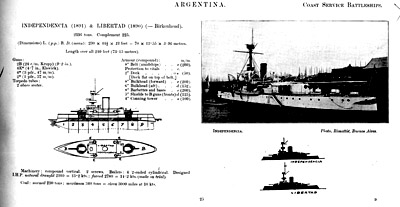
Datos del ARA Libertad, Jane's de 1902.

Tenía una eslora máxima de 73.15 m, 13.55 de manga, 3.96 de puntal, un calado de 4.34 m máximo y 3.10 medio, y un desplazamiento de 2336 t. Lo impulsaban dos máquinas de vapor (sistema Compound) de triple expansión de 3000 HP que le permitían alcanzar una velocidad de 13.5 nudos.
Su casco de acero estaba protegido en dos tercios de la eslora por una coraza de 203 mm de espesor. Contaba con seis mamparos estancos debajo de la cubierta acorazada. Contaba con luz eléctrica.
Estaba armado con 2 cañones Krupp de 240 mm de tiro lento modelo 1887, montados sobre cureña automática de sistema Vavasseur con 260º de giro, uno a proa y otro a popa en sendas torres acorazadas, cuatro cañones Armstrong de tiro rápido de 120 mm, montados también sobre cureña automática sistema Vavasseur de pivote central ubicados sobre la cubierta principal, en reductos semicirculares salientes, cuatro cañones Nordenfelt de tiro rápido de 47 mm (ubicados en los puentes y en las cofas, eran desmontables y utilizables para operaciones de desembarco) y cuatro ametralladoras Nordenfelt de dos cañones de 25 mm. Todos los cañones podían hacer fuego simultáneamente. Montaba también dos tubos lanzatorpedos Whitehead de 457 mm.
Tras efectuar sus primeras pruebas de navegación en el mar de Irlanda, el 26 de noviembre de 1892 se izó el pabellón argentino y asumió el mando el capitán Atilio Barilari. Zarpó de Liverpool el 20 de diciembre rumbo a Buenos Aires y tras las escalas habituales en Las Palmas, Madeira, San Vicente y Río de Janeiro, arribó al puerto de la ciudad de Buenos Aires el 25 de enero de 1893.
Aún en tránsito, en diciembre de 1892 mientras se hallaban cumpliendo castigo por una falta grave cuatro marineros del Libertad murieron por asfixia en el pañol de torpedos. En el sumario que se siguió al teniente de navío Belisario P. Quiroga, segundo comandante del buque, la defensa encabezada por el teniente de navío Vicente E. Montes criticó con dureza los criterios de recutamiento y formación del personal subalterno. En su exposición ante el Consejo de Guerra en que se encontraban Augusto Lasserre, Juan Cabassa y Antonio Pérez, Montes afirmó que los procedimientos usados eran una barrera al progreso y que «Si en un principio luchasteis para formar marineros de criollos vagos y mal entretenidos, en su mayoría hoy os consta que a más de estos solo se ha conseguido agregar extranjeros de las peores clases y de aquellos que no teniendo con que ganar su pan ocurrían a nuestros barcos sin saber el idioma ni los rudimentos más esenciales de los conocimientos marineros».
El comandante Atilio Barilari declaró coincidentemente no saber «cual es peor, si el último de los marineros o el primero de los condestables».
Ya en Buenos Aires, Barilari solicitó licencia y fue reemplazado por Belisario Quiroga. Durante la revolución de 1893 permaneció movilizado con la escuadra al mando del capitán Emilio V. Barilari, siendo luego destacado estacionario a la Rada Exterior como buque sanitario.
En 1894 tomó parte de las maniobras de la escuadra frente a Maldonado formando en la 1.º División Naval del Río de la Plata, junto al acorazado Almirante Brown (insignia) y su gemelo el Independencia.
Tras alistarse y completar su tripulación con los excedentes del Independencia y del monitor Los Andes, el 6 de febrero de 1895 se incorporó a la campaña de instrucción participando hasta el mes de abril de maniobras en la zona de Bahía Blanca.
En octubre de ese año asumió el mando el capitán de fragata Hipólito Oliva y a fines de ese mes pasó a integrar la escuadra de instrucción con el crucero Nueve de Julio, el Almirante Brown, el Patria y los avisos Resguardo y Gaviota.
En 1896 pasó a integrar la 2.º División de la escuadra en operaciones, viajando al Brasil en viaje de confraternidad. En agosto de ese año asumió el mando el capitán de fragata Eduardo O'Connor, efectuando dos viajes entre Puerto Belgrano y Puerto Madryn, para permanecer hasta fin del año fondeado en la Rada Exterior y en Río Santiago.
En 1897 fue designado buque insignia de la Segunda División. Tras participar de las maniobras de la Escuadra en Evoluciones, en octubre y noviembre operó en el Mar Argentino arribando a la costa de Santa Cruz, bahía de San Sebastián, Rada Tilly y Puerto Madryn. El 28 de noviembre inició un segundo crucero en aguas de Isla Escondida, Bahía Blanca, Samborombón y Montevideo, regresando al Río de la Plata el 28 de diciembre.
En mayo de 1898 asumió el mando el capitán de fragata Gregorio Aguerriberry. Formando en la División «Río de la Plata» con el Independencia, el Almirante Brown y el transporte Pampa efectuó un crucero al canal del Beagle, y a su regreso el 9 de octubre de 1898 participó de la Revista Naval efectuada en Punta Piedras.
En noviembre se hizo cargo del buque el capitán de fragata Vicente E. Montes con quien en el primer trimestre de 1899 viajó a Ushuaia. En el viaje de regreso efectuó pruebas de tiro en el Golfo Nuevo. Ya en Buenos Aires, pasó por razones presupuestarias a situación de reserva en Río Santiago. En 1901 el capitán de fragata Antonio L. Mathé se hizo cargo del buque que aún en situación de desarme entró en dique seco para reparaciones en casco y máquinas.

### Principios delsigloXX
En 1902 fue asignado a la Tercera División de Mar, pero en marzo volvió a dotación reducida en Río Santiago. En 1903 el comando es ejercido interinamente por el teniente de navío José M. Mascarello hasta que el 13 de septiembre asumió el capitán de fragata Ernesto Anabia y se recibió a bordo a la Escuela de Aprendices Marineros.
En abril de 1904 fue alistado y se incorporó a la División Instrucción al mando sucesivo de los capitanes de fragata Ernesto Anabia, Jorge Victorica y Enrique Laborde. En junio de 1905 fue afectado al servicio de la Misión Hidrográfica del Río de lo Plata. A mediados de año asumió brevemente el mando Juan I. Peffabet y en agosto al mando nuevamente de Ernesto Anabia, tras un breve pase a reserva, regresó a la División Instrucción.
Durante 1906 permaneció en situación de desarme hasta que en agosto fue movilizado con la División Instrucción operando en el Río de la Plata hasta diciembre bajo el mando sucesivo de los capitanes de fragata Juan I. Peffabet, Ernesto Anabia y Julián Irizar.
En 1907 permaneció en su apostadero. En diciembre asumió el ando el capitán de fragata Ramón González Fernández y en febrero de 1908 fue destacado en la División Instrucción. Entre abril y diciembre permaneció al mando en comisión el capitán de fragata José Quiroga Furque para efectuar competencias de tiro con el crucero Veinticinco de Mayo.
Nuevamente al mando de González Fernández, en febrero de 1908 pasó a la Tercera División de la escuadra en el Río de la Plata. En junio pasó a situación de medio armamento al mando del capitán de fragata Lorenzo Saborido, actuando a bordo la Escuela de Aprendices Marineros. Durande maniobras de fondeo falleció el contramaestre de 1.º clase Manuel López al ser golpeado por la cadena del ancla.
En 1909 se reincorporó a la Tercera División y en diciembre se hizo cargo del buque el capitán de fragata Carlos G. Daireaux, bajo cuyo mando y en cumplimiento del plan de maniobras dispuesto para el año del Centenario Argentino en 1910 partió de La Plata (Buenos Aires) y recorrió Bahía Huevo (Chubut), Bahía Oso Marino, Bahía Thetis, Estrecho de Le Maire, Ushuaia, Cabo de Hornos, Río Gallegos y Bahía Santa Elena. Finalizada la revista naval que cerró los festejos del centenario, pasó a situación de medio armamento en Río Santiago. El l9 de julio asumió el mando el capitán de fragata Eduardo Méndez.
A comienzos de 1911 recibió su característica radiotelegráfica («G.L.»), permaneciendo el resto del año afectado a la Tercera División en aguas del Río de la Plata al mando sucesivo de los capitanes de fragata Horacio Ballve, Eduardo Méndez y Francisco Borges.
En 1912 al mando sucesivo de Tiburcio Aldao y Horacio Ballve participó de las maniobras de la Tercera División y tras efectuar tareas de mantenimiento de artillería en el Arsenal de Marina de Zárate viajó a Rio Grande do Sul para remolcar al varado vapor Colastiné.
En enero de 1913 se hizo cargo del mando el capitán de fragata Ricardo Hermelo y con el Nueve de Julio formó la División de Instrucción de Cadetes de la Escuela Naval Militar. En febrero de 1914 al mando del capitán de fragata Carlos Somoza fue afectado al entrenamiento del personal destinado a tripular los acorazados Moreno y Rivadavia que se construían en los Estados Unidos de América.
Durante 1915 al mando del capitán de fragata Eduardo Ramírez pasó a medio desarme al disolverse la División Instrucción y en mayo fue reclasificado como guardacostas, al mando del teniente de fragata Jorge Games. Para 1916 fue afectado como buque auxiliar de la División de Entrenamiento de la Escuadra de Mar con fondeadero en Puerto Belgrano.
En 1917 al mando del capitán de fragata Arturo Nieva integró la Segunda División de la Escuadra de Mar como buque auxiliar. En mayo fue destacado a Comodoro Rivadavia para reprimir la huelga de trabajadores de la industria petrolífera permaneciento luego estacionario en Tierra del Fuego.
El 19 de febrero de 1918, por razones presupuestarias y ante la falta de combustible a raíz de la Primera Guerra Mundial, fue pasado a situación de desarme en la Base Naval de Río Santiago, situación que mantuvo el siguiente año a cargo del teniente de fragata Raúl Benavídez.
En 1920 regresó a situación de armamento completo y fue afectado a la Tercera División (Buques Escuelas). En enero de 1921 al mando del capitán de fragata Pascual Brebbia trasladó a Montevideo al almirante estadounidense G.W.Basset y de regreso a Frederic Jesup Stimson, nuevo Embajador de los Estados Unidos de América ante la República Argentina. Ese año participó de las maniobras de la Escuadra de Ríos en aguas del Río de la Plata y del río Paraná. Con la torpedera de primera clase Thornycroft Comodoro Py y la Yarrow Thorne, pasó a Concepción del Uruguay para formar un cordón sanitario para el control de los buques oriudos del Uruguay en momentos en que en ese país existía una epidemia de peste bovina.
En agosto fue sede de la Escuela de Maquinistas y en diciembre embarcó la Escuela Naval Militar (Argentina) para un crucero de verano a Puerto Madryn. En abril de 1922 falleció Pascual Brebbia y fue reemplazado por el capitán de fragata Julián Fablet, partiendo con el Patria a un viaje de instrucción al Sur.
En octubre de 1922 asumió el mando el capitán de fragata Alfredo Mayer y en enero de 1923 el capitán de fragata Teodoro Caillet Bois. Ese año recibió a bordo a la Escuela de Aprendices Maquinistas y al efectuarse el raid de la Armada Argentina uniendo Buenos Aires con la Base Naval Puerto Belgrano fue situado como buque de apoyo en Claromecó.
En junio, ahora al mando del capitán de fragata Carlos F. Rufino, pasó a aguas del Río de la Plata donde en julio auxilió al vapor Trifussis y en agosto asistió a las fiestas patrias del Uruguay.
Entre 1924 y 1926 permaneció en Río Santiago en situación de desarme y sin comandante efectivo, efectuándose reparaciones y modificándose sus calderas para quemar petróleo. Para 1927 las modificaciones habían sido terminadas, pero al mando del capitán de fragata José M. Garibaldi permaneció en desarme, siendo clasificado en noviembre como «cañonero».
En 1928 y 1929 fue sometido a nuevas reparaciones en su casco y estructura, permaneciendo al mando sucesivo del capitán de fragata Mariano Paglietino y Osvaldo Fernández. Al mando del capitán de fragata Oca Balda, el 27 de noviembre fue designado insignia de una División de Instrucción para la costa Sur integrada con el Independencia, los avisos A-l, A-6, A-8 y A-9 y el petrolero Ministro Ezcurra que en diciembre zarpó rumbo a Ushuaia.
A su regreso, en 1930, pasó a situación de desarme en Río Santiago integrando la Tercera División Naval bajo el comando del capitán de fragata Pedro Florido.
Al mando del capitán de fragata Gonzalo de Bustamante en 1931 fue asignado a la División Cañoneros que integrada por el Independencia, el Paraná y el Rosario efectuó tres viajes por los ríos interiores.
En el mes de diciembre traslado presos políticos a Ushuaia, donde permaneció estacionario hasta marzo de 1932 en que fue relevado por el rastreador ARA Thorne (M-9). En julio zarpó rumbo a Comodoro Rivadavia ante la huelga de los trabajadores de los campos petrolíferos, pasando luego como estacionario a Rosario bajo el mando sucesivo de los capitanes de fragata Gonzalo de Bustamante, Alberto Guerrico y Pedro Quihillalt.
En febrero de 1933 trasladó detenidos a Ushuaia a huelguistas de Comodoro Rivadavia, tras lo que recorrió el estrecho Le Maire y la Isla de los Estados. Si bien fue afectado como buque base al grupo de Sumergibles, no llegó a asumir su puesto siendo reemplazado por el General Belgrano. Durante ese año permaneció sucesivamente al mando del capitán de fragata Gastón Vincendeau, el teniente de navío Venancio Basso, el capitán de fragata Andrés Chelle y el capitán de fragata Jacinto Yaben.
En 1934 permaneció en situación de armamento en la Base Naval de Río Santiago, en la División Cañoneros. En octubre al mando del capitán de fragata Daniel García viajó a Ushuaia con motivo del 50.º aniversario de esa base.
En 1935 permaneció afectado a la División Cañoneros de la Escuadra de Ríos al mando del capitán de fragata Raúl Aliaga. En agosto fue destacado a Porto Alegre (Brasil) para asistir a los actos del centenario de la Guerra de los Farrapos.
Junto al rastreador ARA Bathurst (M-l) en 1936 embarcó a los cadetes de la Escuela Naval Militar, permaneciendo al mando el capitán de fragata Jorge Sciurano hasta febrero de 1937 en que se hizo cargo el capitán de fragata Rómulo Roverano, bajo cuyo mando continuó afectada a la División Cañoneros de la escuadra de ríos.
Durante 1938 mantuvo igual asignación bajo el mando del capitán de fragata Juan González Merlo. El 25 de mayo asistió a las celebraciones por el aniversario de la Revolución de Mayo efectuadas en San Nicolás de los Arroyos y en noviembre se sumó a los ejercicios de la Flota de Mar.
A fines de enero de 1939 asumió el mando el capitán de fragata Manuel A. Pardal. En la entrada de su libro de navegación correspondiente al 17 de diciembre de 1939 registra que a las «18:25 se avistó al acorazado Admiral Spee con pabellón izado al tope del palo, saliendo del puerto de Montevideo, al que se siguió hasta que fondeó a 19:15 (…) a 19:52 se notó una gran columna de humo (…) y de inmediato dos grandes explosiones en la popa. El buque comenzó a arder rápidamente».
Durante 1940 al mando del capitán de fragata Francisco Álvarez Colodrero fue destacado a San Nicolás para participar de los homenajes por el aniversario del Combate de la Vuelta de Obligado.
En agosto de 1941, al mando del capitán de fragata Vicente Palumbo, fue destacado a Montevideo para participar de los festejos patrios uruguayos. En el mes de septiembre escoltó con el Independencia al rastreador ARA Drummond (M-2) que conducía al vicepresidente Ramón S. Castillo a las festividades por el aniversario del Acuerdo de San Nicolás.
Entre 1942 y 1946 fue nave insignia de la Escuadra de Ríos bajo el mando sucesivo de los capitanes de fragata Vicente Palumbo y Juan J. Feilberg (1942), Alberto Job y Rodolfo Chierasco (1943), Héctor González Warcalde (1945), Víctor Cirelli y Hilario Muruzábal (1946) operando en aguas del Plata y del Paraná.

### Baja
El 16 de diciembre de 1946 se decidió su radiación como unidad militar. En 1947 se entregó a la Prefectura Naval Argentina para ser utilizado como estacionario prestando servicio hasta 1968.